# Львовский институт экономики и туризма
Львовский институт экономики и туризма (укр. Львівський інститут економіки і туризму) — государственное высшее учебное заведение III уровня аккредитации, подчиненное Министерству образования и науки Украины, располагающееся во Львове. Основан в 1899 году указом австро-венгерского императора Франца-Иосифа как Львовская императорско-королевская торговая школа. 25 июня 2020 года на основании распоряжения Кабинета Министров Украины институт был включен в состав Львовского национального университета имени Ивана Франко.

## Структура

### Факультеты
- Факультет туризма, гостиничного и ресторанного дела
- Факультет менеджмента, товароведения и коммерческой деятельности
- Бухгалтерско-экономический факультет

### Кафедры
- Теории и практики туризма
- Гостинично-ресторанного дела
- Пищевых технологий и оздоровительного питания
- Менеджмента и коммерческой деятельности
- Предпринимательства, товароведения и экспертизы товаров
- Международной экономики и инвестиционной деятельности
- Учёта и финансов
- Социально-гуманитарных дисциплин
- Естественно-математических дисциплин и информационных технологий
- Иностранных языков

## История
В 1899 году во Львове было основано учебное заведение под названием Императорско-королевская торговая школа. В 1899—1900 гг. школа временно находилась в доме С. Скарбека (современное здание театра им. М. Заньковецкой). В 1900 г. для Торговой школы было выделено помещение на улице Скарбковской, 39 (сейчас — здание одного из факультетов института — ул. Леси Украинки, 39). А в 1902—1903 гг. Торговая школа получила статус Императорско-королевской торговой академии. В академии осуществляли подготовку специалистов для сферы торговли и обслуживания. В ней готовили коммерсантов, купцов, стенографов, изучали немецкий, французский языки.
Во время Первой мировой войны коллектив вынужден был эмигрировать в Вену, вернувшись в Украину временно прекратил обучение студентов из-за военного времени. И только в 1919 г. Императорско-королевская Торговая академия возобновляет свою работу и получает от польских властей название Государственная торговая академия в Львове. Место нахождения — ул. Скарбковская, 39 (сейчас ул. Л. Украинки,39).
В сентябре 1939 г. на базе академии был организован техникум советской торговли и техникум общественного питания. Во время Второй мировой войны техникумы временно приостановили свою деятельность и возобновили её в сентябре 1944 г.
24 марта 2004 г. распоряжением Кабинета Министров Украины был создан Львовский институт экономики и туризма — ведущий государственный вуз по развитию науки о туризме и подготовке персонала для производства и развития туристической и гостинично-ресторанной индустрии.

## Учебная деятельность

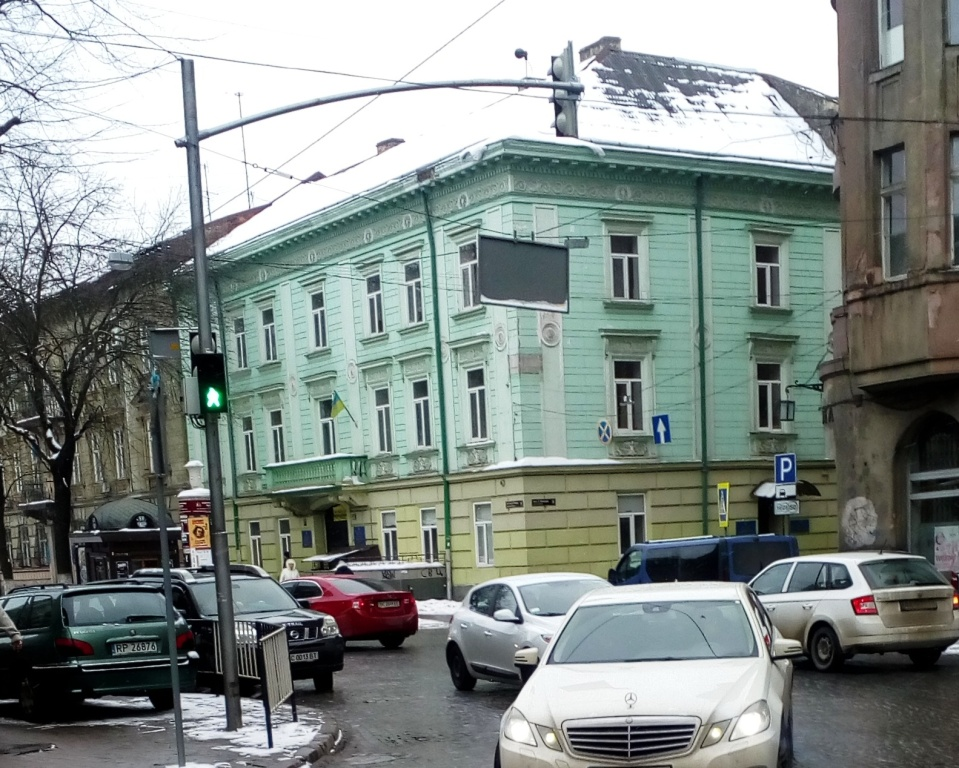
Здание бухгалтерско-экономического факультета на ул. Князя Романа, 36

Институт осуществляет подготовку специалистов, бакалавров и магистров по специальностям:
- туризм,
- гостинично-ресторанное дело,
- менеджмент организаций (менеджмент гостиничного хозяйства и туризма, менеджмент гостиничного и ресторанного бизнеса),
- пищевые технологии и инженерия (технология оздоровительного и профилактического питания),
- учёт и аудит (учет и финансы в гостинично-ресторанном и туристическом бизнесе),
- международная экономики (международный туризм),
- товароведение и коммерческая деятельность (управление товарными системами и мерчандайзинг),
- товароведение и экспертиза в таможенном деле.

В институте осуществляется подготовка на дневной и заочной формах обучения по государственному заказу и по контракту.
По окончании институт выдает дипломы государственного образца.